# 워해머 40,000: 다크타이드
워해머 40,000: 다크타이드(Warhammer 40,000: Darktide)는 워해머 40,000 세계관을 배경으로 하는 1인칭 액션 비디오 게임으로, 팻샤크가 개발하고 배급했다. 워해머: 버민타이드 시리즈의 정신적 계승작이다. 2022년 11월 30일에 마이크로소프트 윈도우로 출시되었다. 2023년 10월 4일에는 엑스박스 시리즈 X/S로, 2024년 12월 3일에는 플레이스테이션 5로 출시되었다.

## 게임플레이
이 게임은 팻샤크의 워해머: 버민타이드 2에서 사용된 것과 유사한 공식을 사용하는데, 네 명의 플레이어가 협력하여 AI가 조종하는 적의 주기적인 웨이브를 물리치는 방식이다. 미리 만들어진 캐릭터 대신, 게임은 플레이어가 자신의 클래스, 외모, 성별을 사용자 정의할 수 있도록 한다. 출시 시점의 네 가지 클래스는 베테랑, 질럿, 오그린, 사이커였으며, 각각 균형 잡힌 슈터, 지원 클래스, 탱커 클래스, DPS 클래스이다. 모든 클래스는 재생되는 보호막을 사용한다. 다섯 번째 클래스인 아르비테스는 2025년 5월에 발표되었으며, 새로운 무기와 능력뿐만 아니라 전투 지원 펫인 "사이버-마스티프"도 포함된다.
버민타이드 2와 달리 여러 임무가 동일한 지역에서 발생할 수 있으며, 일부는 플레이어가 더 나은 전리품을 얻을 수 있는 선택적 부차적 목표를 포함한다. 난이도는 적의 수를 나타내는 변수와 적에게 받는 피해를 나타내는 변수, 두 가지로 나뉜다. 진행은 무작위 보상, 무기 구매를 허용하는 게임 내 화폐, 원하는 무기를 얻기 위한 계약 시스템으로 나뉜다. 제작을 통해 플레이어는 무기를 업그레이드하고 스탯을 높일 수도 있다.

## 줄거리
경험 많은 게임 워크숍 작가 댄 애브닛과 매트 워드가 집필한 이 게임의 이야기는 산업 행성 아토마 프라임의 하이브 도시 테르티움에서 발생하는 카오스 봉기를 조사하는 이단심문관 요원 분대에 초점을 맞춘다.
플레이어 캐릭터 오퍼레이티브는 플레이어 생성 시 결정된 범죄로 인해 교도소 수송선 탄크레드 배스티온에 억류된 채로 이야기를 시작한다. 수송 중 탄크레드 배스티온은 카오스 신 너글의 추종자들에게 갑작스럽게 습격당하고 압도된다. 플레이어는 익스플리케이터 졸라를 구출하고 둘은 성공적으로 함선에서 탈출한다. 졸라는 플레이어를 이단심문관에 징집하여 사형을 면하게 해준다. 애도별(Mourningstar) 함선에 기지를 둔 이단심문관은 너글 감염과 컬트를 조사하고 진압하기 위해 테르티움 내 여러 구역에 오퍼레이티브를 배치한다.
함선에 탑승하면 플레이어는 모두 이단심문관 그렌딜의 부하인 애도별의 다른 구성원들의 신뢰를 얻기 시작한다. 아토마에서 가장 큰 하이브인 테르티움의 깊은 곳으로 들어가 보급품 투하를 확보하고, 악마 전염병을 조사하며, 반역 행성 방위군의 지도자들을 암살하고, 도시 전역의 중요한 시설을 탈환하여 카오스 컬트의 계획을 좌절시켜야 한다. 얼마 지나지 않아 애도별이 컬트의 스파이에 의해 침투되었고, 그가 이단심문관 작전에 대한 상세한 보고서를 보내고 이어서 행성 지상의 엘리트 요원 분대 전체를 죽이고 있었다는 것이 밝혀진다. 그렌딜의 오른팔인 심문관 라닉은 애도별의 스파이 문제에 대한 조사를 이끌면서 플레이어의 진행 상황에도 관심을 보인다. 충분한 신뢰를 얻으면 라닉은 플레이어를 이단심문관에 완전히 환영하면서 배신자를 영원히 죽인다. 이후 플레이어는 전쟁 부대의 일원으로서 테르티움의 너글의 오염을 정화하는 임무를 계속 수행한다.
줄거리는 라이브 서비스와 유사한 방식으로 시간이 지남에 따라 발전하며, 매주 계속 발전하고 설정된 메타 내러티브를 따른다.

## 개발
이 게임은 2020년 7월 엑스박스 시리즈 X와 시리즈 S 쇼케이스 이벤트에서 처음 발표되었으며, 이 때 팻샤크는 2021년 출시 계획을 밝혔다. 2020년 12월 10일에는 게임플레이 트레일러가 공개되었으며, 러스건과 체인소드와 같은 무기를 사용하여 팩스워커와 카오스 배신자 무리를 물리치는 장면을 보여주었다. 플레이 가능한 캐릭터 중에는 임페리얼 가드맨과 오그린이 관찰되었다. 개발자들은 다크타이드가 버민타이드 2보다 근접전에 덜 집중하여 근접전과 원거리 전투의 비중을 50/50으로 맞출 계획이라고 언급했다.
2021년 7월 팻샤크는 코로나19 범유행으로 인한 어려움 때문에 출시 날짜를 2021년에서 2022년 봄으로 연기한다고 발표했다. 새로운 트레일러와 함께 출시 날짜는 다시 2022년 9월 13일로 연기되었다. 이후 윈도우 버전 출시가 2022년 11월 30일로 추가 연기되었다고 발표되었다.
클로즈 베타는 2022년 10월 14일에 일부 플레이어에게 제공되었으며 이틀간 진행되었다.
2023년 1월 24일, 팻샤크의 CEO이자 공동 설립자인 마틴 발룬드는 출시 후 게임이 받은 부정적인 반응에 대응하여 스튜디오가 진행, 안정성 및 성능 개선에 집중하는 동안 새로운 콘텐츠 개발을 일시 중지한다고 발표했다. 2023년 2월, 팻샤크는 게임의 전리품 시스템과 제작을 변경하는 패치 #4, 일명 "옴니시아의 축복"을 출시했다. 게임이 콘솔로 출시되면서 패치 #13과 함께 개편된 클래스 시스템과 진행이 출시되었다. 2023년 8월, 이 게임이 엑스박스 시리즈 X와 시리즈 S로 2023년 10월 4일에 출시될 것이라고 발표되었다. 2024년 11월, 플레이스테이션 5로 2024년 12월 3일에 출시될 것이라고 발표되었다.

## 평가
메타크리틱에 따르면, 워해머 40,000: 다크타이드는 68개의 리뷰를 기준으로 "혼합 또는 평균적인 평가"를 받았다. 2023년 1월 22일 현재, 이 게임은 출시 후 게임의 미완성 상태와 업데이트 또는 개선에 대한 소통 부족으로 인해 스팀에서 급격한 플레이어 감소와 부정적인 리뷰를 받고 있다. 전리품 및 제작 시스템은 비판을 받아왔으며, Rock Paper Shotgun은 "[환상적인] FPS가 시시한 MMO에 의해 망가졌다"고 묘사했다.